# Sorso
Sorso (tiếng Sassarese: Sòssu) là một đô thị tại tỉnh Sassari trong vùng Sardinia, có khoảng cách khoảng 180 km về phía bắc của Cagliari và cách khoảng 8 km về phía bắc của Sassari.
Sorso là một khu vực nghỉ mát nằm bên vịnh Asinara. Ngoài ra, kinh tế địa phương cũng chủ yếu dựa vào ngành nông nghiệp.
Barisone III của Torres đã bị ám sát tại Sorso trong một cuộc khởi nghĩa nông dân năm 1236.